# Mustardela
La mustardela  o mustardera è un insaccato tradizionale riconosciuto come Prodotto Agroalimentare Tradizionale (P.A.T.) italiano. 
Fa inoltre parte dei presidi Slow Food con il nome di Mustardela delle valli valdesi. Viene prodotto in Piemonte, nelle Valli Valdesi.

## Storia
Si presume che le origini della mustardela siano molto antiche e che avrebbe radici nella tradizione occitana. Il primo documento che la menziona risalirebbe al XII secolo. Dopo alcuni secoli ricompare tra i prodotti che i Valdesi della Val Pellice esportavano in cambio di cereali coltivati dai contadini cattolici della pianura padana. Oggi il salume è prodotto da pochissimi macellai che dispongono di un mattatoio privato (un fatto che non ha eguali in Italia) ed è valorizzato dal Presidio Slow Food.

## Preparazione

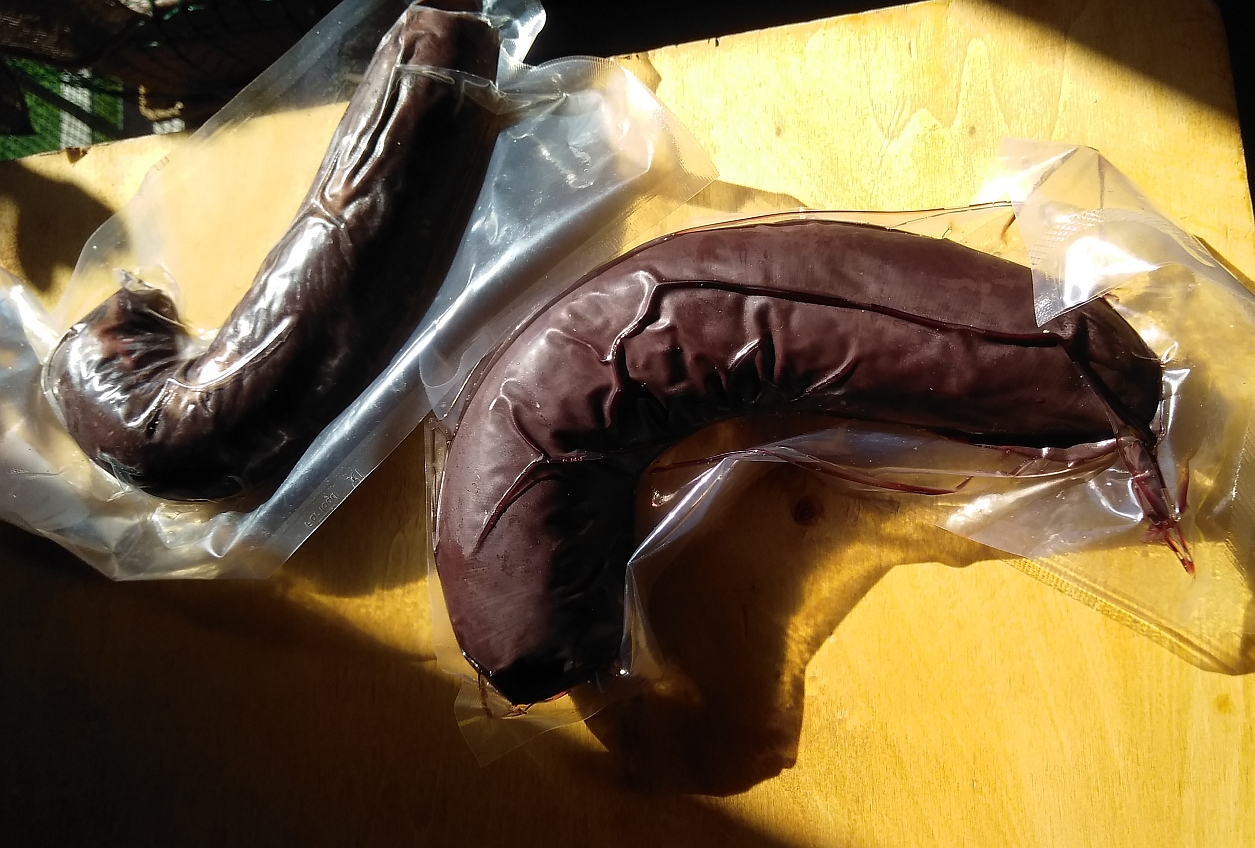
Mustardele confezionate sottovuoto

L'insaccato viene preparato con vari prodotti di scarto del maiale. In particolare si utilizza il sangue, che viene raccolto durante la macellazione del suino, nonché varie parti dell'animale come testina, lingua, rognoni, polmoni. Il tutto viene grossolanamente sminuzzato e il composto così ottenuto è aromatizzato con spezie e erbe aromatiche, salato, pepato e quindi insaccato in budello animale. Segue una breve bollitura. Il prodotto finito ha colore violaceo (color melanzana) e le dimensioni di un salame di media grandezza, di solito leggermente ricurvo.

## Consumo
La mustardela viene consumata fresca spalmandola sul pane, oppure saltata in padella con le cipolle. Dopo essere stata brevemente bollita può invece servire come accompagnamento per la polenta e per le patate bollite. Oltre alle ricette tradizionali della zona d'origine nel tempo cuochi e ristoratori hanno ampliato l'utilizzo della mustardela sviluppando nuove ricette.